# Szepesnádasd
Szepesnádasd (más néven Hincóc, szlovákul: Hincovce, németül: Hinsdorf) község Szlovákiában, a Kassai kerület Iglói járásában.

## Fekvése
Iglótól 15 km-re keletre, Szepesváraljától 9 km-re délre fekszik.

## Története
A települést a 14. században Henc comes, Jakab szepesi prépost rokona alapította. 1320-ban „Hench” néven említik először. 1421-ben „Hangendorff” néven találjuk. 1462-ben Hunyadi Mátyás a Polyánkay családnak adta. Később a szepesi váruradalom része volt. 1464-ben „Henczfalua”, 1565-ben „Henczowtze” alakban szerepel a korabeli forrásokban. 1787-ben 17 házában 169 lakos élt.
A 18. század végén Vályi András így ír róla: „HINCZÓCZ. Hinczovcze. Tót falu Szepes Várm. lakosai katolikusok, és ó hitűek, fekszik Szepes Várallyához fél mértföldnyire, Velbachnak filiája, határja nedves de jól termő, réttyei néhol soványak, legelője elég, fája mind a’ két féle van.”
1828-ban 30 háza és 232 lakosa volt.
Fényes Elek 1851-ben kiadott geográfiai szótárában így ír a faluról: „Hinczocz, tót falu, Szepes vmegyében, Velbach fil. 232 kath. lak.; gr. Csákyak hotkóczi urad. tartozik. Ut. p. Lőcse.”
A trianoni diktátumig Szepes vármegye Szepesváraljai járásához tartozott.

## Népessége
| Év:            | 1994. | 2004.   | 2014.   | 2024.    |
| -------------- | ----- | ------- | ------- | -------- |
| Emberek száma: | 207   | 207     | 223     | 266      |
| Eltérés:       |       | +1,42 % | +7,72 % | +19,28 % |

| Év:            | 2023. | 2024.   |
| -------------- | ----- | ------- |
| Emberek száma: | 267   | 266     |
| Eltérés:       |       | -0,37 % |

1910-ben 224, túlnyomórészt szlovák lakosa volt.
2001-ben 198 lakosából 197 szlovák volt.
2011-ben 236 lakosából 230 szlovák.

## Nevezetességei
- Szent Márton tiszteletére szentelt római katolikus temploma.
- Klasszicista kúriája a 18. század végén épült, a 19. században átépítették.